# Léguevin
Léguevin település Franciaországban, Haute-Garonne megyében. Lakosainak száma 9710 fő (2022. január 1.). Léguevin Brax, Fontenilles, Lasserre-Pradère, Mérenvielle, Pibrac, Plaisance-du-Touch, La Salvetat-Saint-Gilles és Pujaudran községekkel határos.

## Népesség
A település népességének változása:
| Lakosok száma | 1622 | 2764 | 4217 | 7483 | 8692 | 8948 | 9196 | 9359 | 9361 | 9710 |
|               | 1968 | 1982 | 1990 | 2006 | 2013 | 2015 | 2017 | 2019 | 2020 | 2022 |